# When God made me
When God made me is een lied van Neil Young. Hij bracht het in 2005 uit op zijn album Prairie wind. Daarnaast zong hij het tijdens gelegenheidsconcerten met andere artiesten, zoals in Crosby, Stills, Nash & Young en met Norah Jones.
De albumversie zong hij met de Jubilee Singers, een Afro-Amerikaans zangkoor van de Fisk-universiteit in Nashville. Het heeft veel weg van een hymne. De begeleiding op de piano komt van hemzelf.
In het nummer vraagt Young zich af welke afwegingen God maakte toen hij hem schiep. Dacht hij aan Youngs land of de kleur van zijn huid. Of dacht hij aan zijn religie? Ook vraagt hij zich af of hij hem naar zijn evenbeeld schiep. Young geeft in het lied geen antwoorden op al deze vragen.
Dit is het enige of een van de weinige gospelliedjes die Young op een plaat heeft gezet. Ook het voorafgaande nummer He was The King heeft een ander onderwerp. Dat gaat namelijk over Elvis Presley. Dit werk nam hij op in het jaar dat hij geopereerd werd aan een levensgevaarlijke aneurysma.